# Linda Sundblad
Linda Caroline Sundblad (Lidköping, 5 luglio 1981) è una cantante svedese.

## Biografia
Linda Sundblad si è fatta conoscere col primo album in studio Oh My God! (2006), disco con cui si è classificata 11ª nella Sverigetopplistan ed è stata candidata ai premi Grammis; l'album contiene la hit Oh Father, numero uno nella hit parade svedese e disco d'oro.
Quattro anni più tardi viene pubblicato il secondo LP Manifest, posizionatosi al 36º posto della classifica nazionale e promosso da 2 All My Girls e Let's Dance, seconda top ten della cantante. Al disco ha fatto seguito l'EP Öppna ditt hjärta så ska du få (2012).
A distanza di sette anni viene reso disponibile per il consumo Det finns ett hav för dom som vågar, terzo progetto in studio.

## Discografia

### Album in studio
- 2006 – Oh My God!
- 2010 – Manifest
- 2019 – Det finns ett hav för dom som vågar

### EP
- 2012 – Öppna ditt hjärta så ska du få

### Singoli
- 2000 – Oh Father
- 2007 – Back in Time
- 2009 – 2 All My Girls
- 2010 – Let's Dance
- 2011 – Lucky You
- 2012 – Hur kan jag sakna nåt jag aldrig haft
- 2012 – Det e som det e
- 2013 – Slow Motion
- 2013 – S.O.S
- 2017 – Bridges
- 2018 – There Is Power in a Union
- 2019 – Oundvikliga
- 2019 – Velkommen hem
- 2024 – Det var ju du & jag
- 2024 – True Romantic